# Marvel Rea

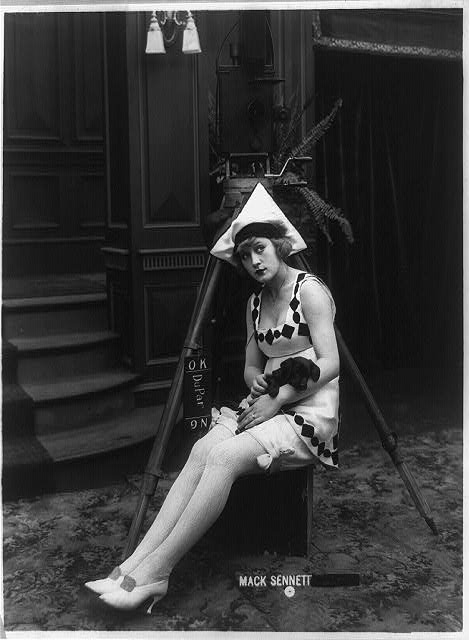
Marvel Rea (1919)

Marvel Luciel Rea (* 9. November 1901 in Ainsworth, Brown County, Nebraska; † 17. Juni 1937 in Los Angeles, Kalifornien) war eine US-amerikanische Filmschauspielerin.

## Leben

### Kindheit und Jugend
Marvel Rea wurde als Tochter von John Thomas Rea und dessen Frau Nellie Thurman Rea in Nebraska geboren. Ihr älterer Bruder Thomas Rea (1898–1957) war in den 1920er Jahren Kameramann für Spielfilme. 1910, als Marvel Rea neun Jahre alt war, zog die Familie von Nebraska nach Los Angeles.

### Karriere und Privatleben
Da es schon immer ihr Wunsch war, Schauspielerin zu werden, nahmen sie 1917 die bekannten Keystone Studios unter Vertrag, die ihr im selben Jahr eine Nebenrolle im Kurzfilm Dangers of a Bride an der Seite von Gloria Swanson offerierten. Zwar bekam Rea danach unvermindert Filmangebote, meist war sie jedoch nur als Nebendarstellerin präsent. Erst 1918 stand sie in Her Screen Idol zusammen mit Ford Sterling in einer größeren Rolle vor der Kamera. Ihre einzige Hauptrolle verkörperte sie 1919 in Why Beaches Are Popular unter der Regie von F. Richard Jones. Bis 1921 stand Rea auf diese Weise in 27 Kurzfilmen vor der Kamera. Vermutlich war es ihr Wechsel zu 20th Century Fox, der ihre Karriere plötzlich beendete.
Rea heiratete im Alter von erst 17 Jahren, im Oktober 1918, Henry Page Wells, von dem sie sich jedoch bereits im November 1918 trennte. Rea beschuldigte ihren Ehemann, den Großteil seines Einkommens von 800 US-Dollar für den Erwerb von Rauschgift zu benutzen. Die Scheidung wurde im August 1922 rechtskräftig.
Im August 1936 gab sie ihre Verlobung mit Edwin J. Wilkinson bekannt, den sie im Frühherbst desselben Jahres heiratete.

### Überfall und Tod
Der Tag, der ihr Leben für immer verändern sollte, war der 2. September 1936. In einer Zeit, in der nicht jeder Schauspieler über Leibwächter verfügte, war auch Marvel Rea an jenem Tag ohne Begleitung auf der Straße in Los Angeles unterwegs, als ein Auto mit drei jungen Männern neben ihr Halt machte. Sie boten der Schauspielerin an, sie nach Hause zu fahren, was sie jedoch ablehnte. Dann ging alles schnell. Die drei Männer überwältigten sie, zerrten sie in ihr Fahrzeug und fuhren mit ihr in einen Graben in South Los Angeles. Hier vergewaltigten sie Rea und setzten ihrem Körper mit Glasscherben zu. Erst als Rea in einen komatösen Zustand fiel, ließen die Männer von der Schauspielerin ab. Vier Stunden nach der Vergewaltigung kam Rea zu sich und erstattete wenige Zeit später auf dem Los Angeles Police Department Anzeige. Die drei Männer konnten bald darauf ausgeforscht werden und wurden im Januar 1937 zu Freiheitsstrafen zwischen einem Jahr und 50 Jahren verurteilt.
Marvel Rea konnte das Erlebte nie psychisch verarbeiten. Im Juni 1937, neun Monate nach dem Überfall, beging sie Suizid, in dem sie oral Insektenvernichtungsmittel zu sich nahm.
Für ihre Verwandten und Freunde unverständlich wurden ihre Vergewaltiger 1939 aus dem Gefängnis entlassen, da diese mit Erfolg Berufung gegen ihre Urteile einlegen konnten.